# حمام الزيتون الإفريقي
حمام الزيتون الأفريقي هي حمامة و طائر يربى بين المقيمين في الكثير من المناطق وهي شرق وجنوب أفريقيا من إثيوبيا إلى الأخضر. هناك أيضا السكان في غرب أنغولا، المملكة العربية السعودية، وجنوب غرب شمال اليمن. ومن الشائع محليا، على الرغم من أن هناك فجوات كبيرة في التوزيع بسبب متطلبات بيئتها.

## معرض الصور

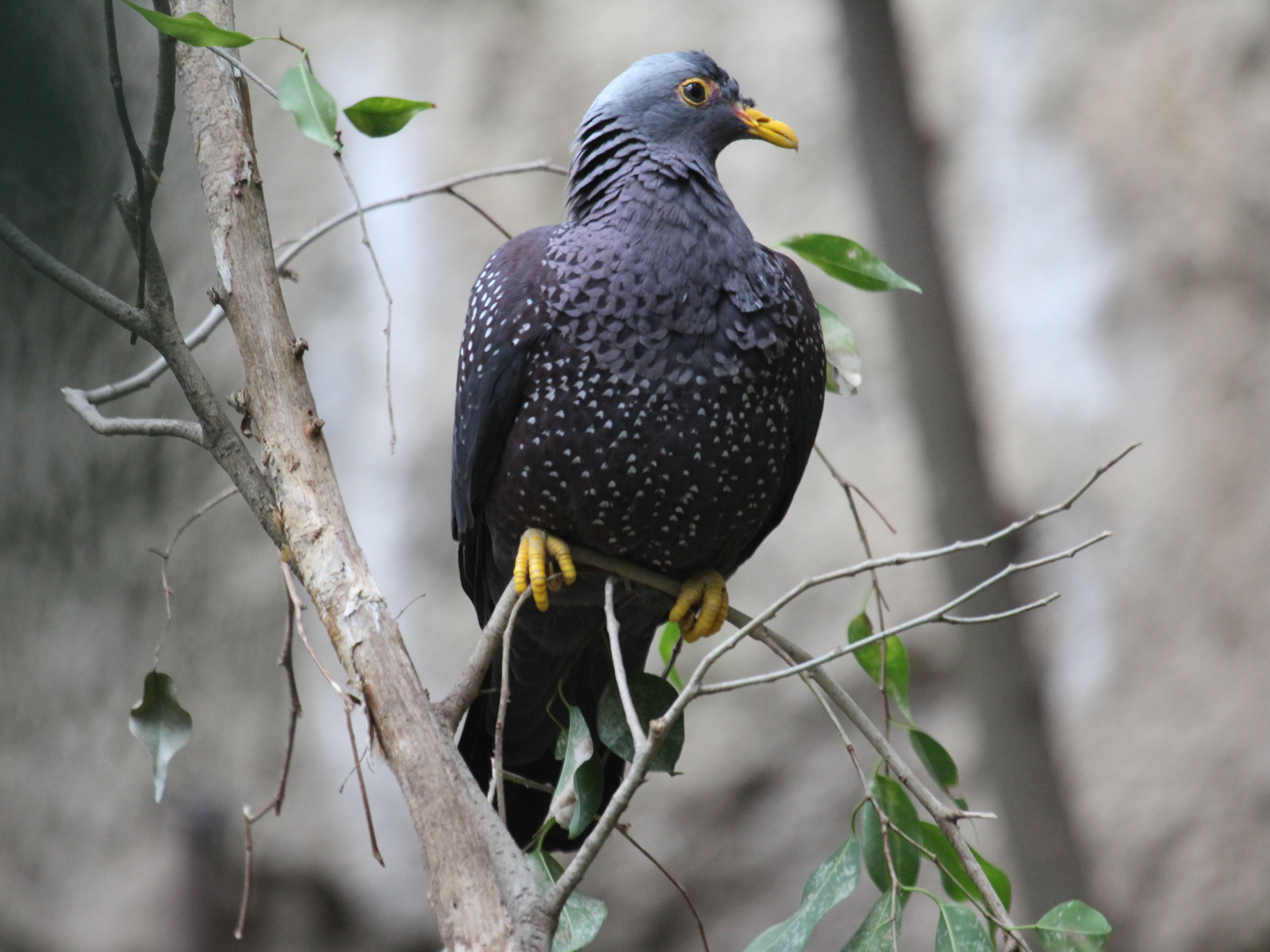
At حديقة حيوانات سان دييغو
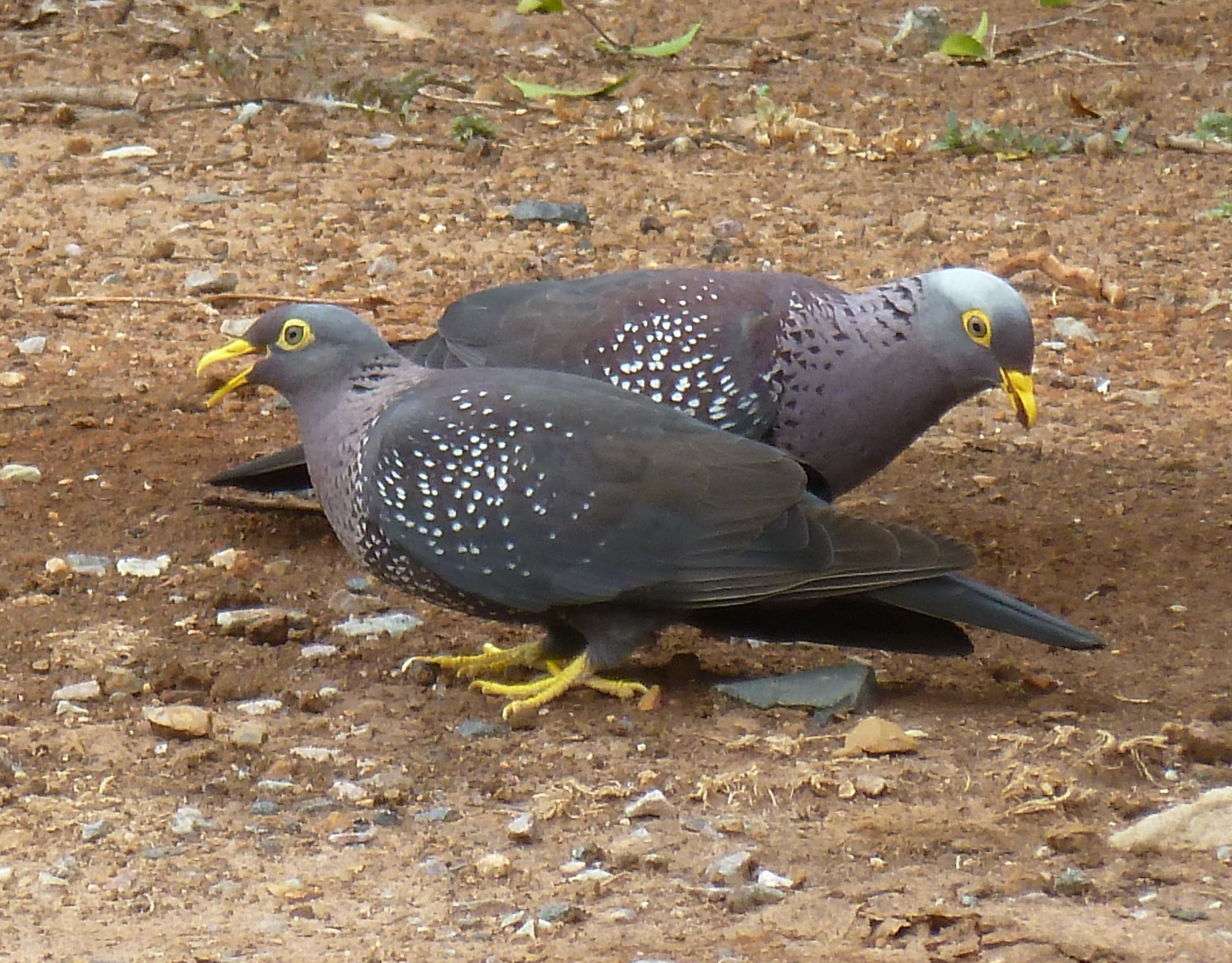
At a clay lick
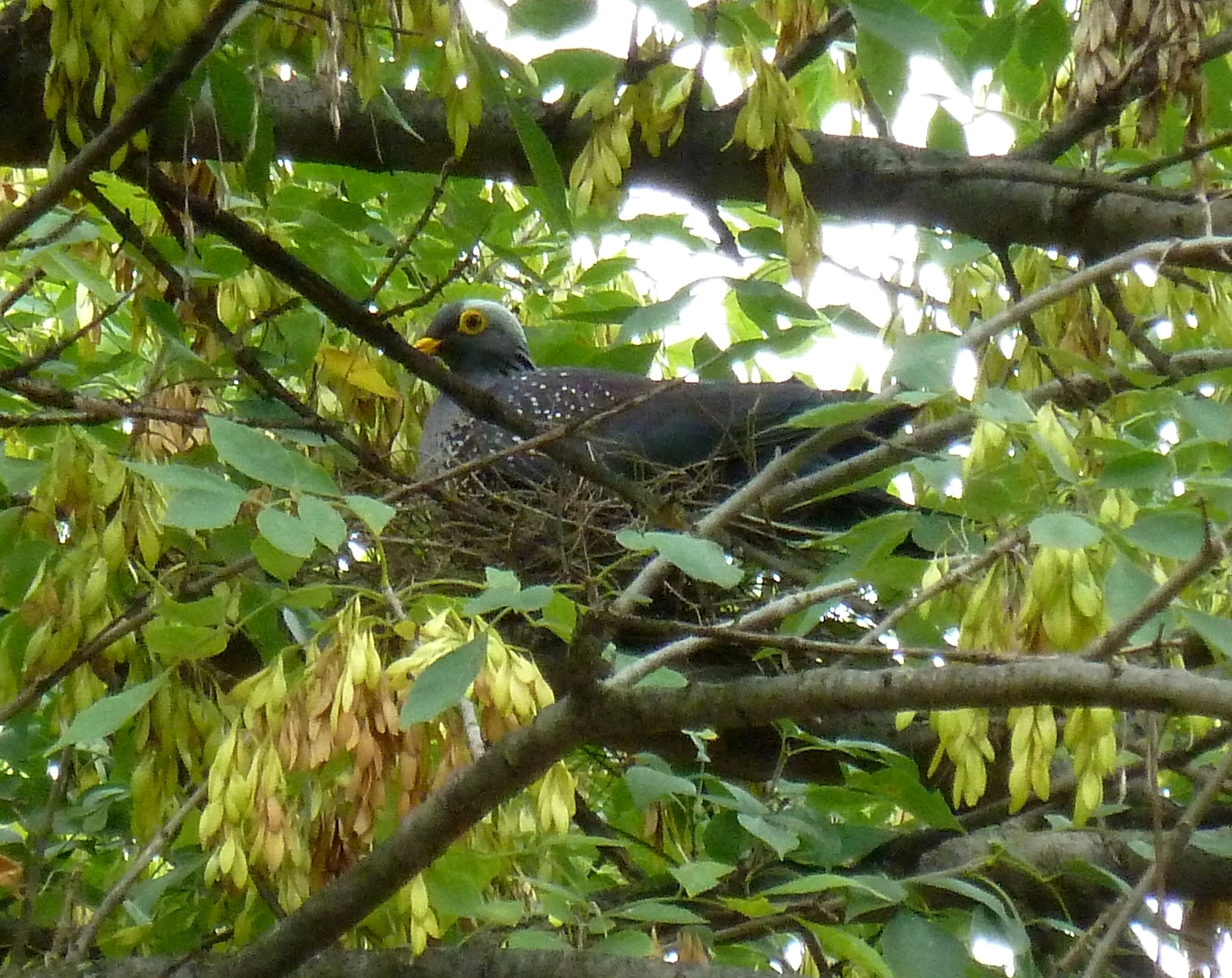
Nesting